# Laganiformes
De Laganiformes zijn een infraorde van de onderorde Scutellina uit de orde Clypeasteroida van de zee-egels (Echinoidea).

## Families
- Echinocyamidae Lambert & Thiéry, 1914
- Fibulariidae Gray, 1855
- Laganidae Desor, 1858